# El malo
«El malo» es un cuento del escritor ecuatoriano Enrique Gil Gilbert, publicado en 1930 como parte del libro de relatos Los que se van. Es considerado uno de los cuentos representativos del realismo social ecuatoriano de la década de 1930. La trama del cuento, que se publicó cuando Gil Gilbert contaba apenas con 18 años, sigue la historia de Leopoldo, un niño marginado por los habitantes de su pueblo por haber nacido supuestamente maldito, que es acusado por la muerte accidental de su hermano menor.
El cuento fue bien recibido por la opinión crítica. El escritor Benjamín Carrión aseveró, al momento de su publicación, que «El malo» era uno de los mejores cuentos publicados en la historia de Ecuador, mientras que Alfredo Pareja Díez-Canseco lo nombró su relato preferido de Los que se van. El crítico estadounidense Seymour Menton, por su lado, lo calificó como una de las obras maestras del relato hispanoamericano.

## Argumento
Leopoldo es un niño de ocho años a quien sus padres habían dejado a cargo del cuidado de su hermano menor mientras iban a trabajar. Durante toda su vida, Leopoldo había sido rechazado por los habitantes de la comunidad rural en que vivía, quienes aseveraban que era «malo» por haber sido bautizado de forma tardía y que no dejaban que ningún otro niño jugara con él o se le acercara. Al recordar las muchas responsabilidades que le habían dejado sus padres, Leopoldo se preocupa y empieza a esforzarse más por hacer dormir a su hermanito. Primero lo intenta de forma cariñosa, luego de forma brusca, aunque nada parece funcionar.
De pronto, un machete cae del techo y hiere a su hermanito. Leopoldo se asusta y al no hallar explicación empieza a pensar que el hecho había sido obra del diablo. Luego corre en busca de sus padres, quienes al volver a casa encuentran al hermanito muerto. Al enterarse, todos en el pueblo lo acusan de ser el asesino y le repiten que es malo y que en realidad era hijo del diablo. El padre de Leopoldo intenta explicar que era su culpa, pues había dejado su machete entre las tejas de la casa, pero todos continúan convencidos de que Leopoldo era el verdadero asesino y piden llamar a las autoridades antes de que volviera a matar. Leopoldo mira a su madre con ojos cargados de lágrimas mientras le asegura que es inocente. Ella duda por un momento, pero finalmente se acerca y lo abraza, todo frente al machete manchado de sangre, que parecía sonreír desde el suelo.

## Estilo y análisis

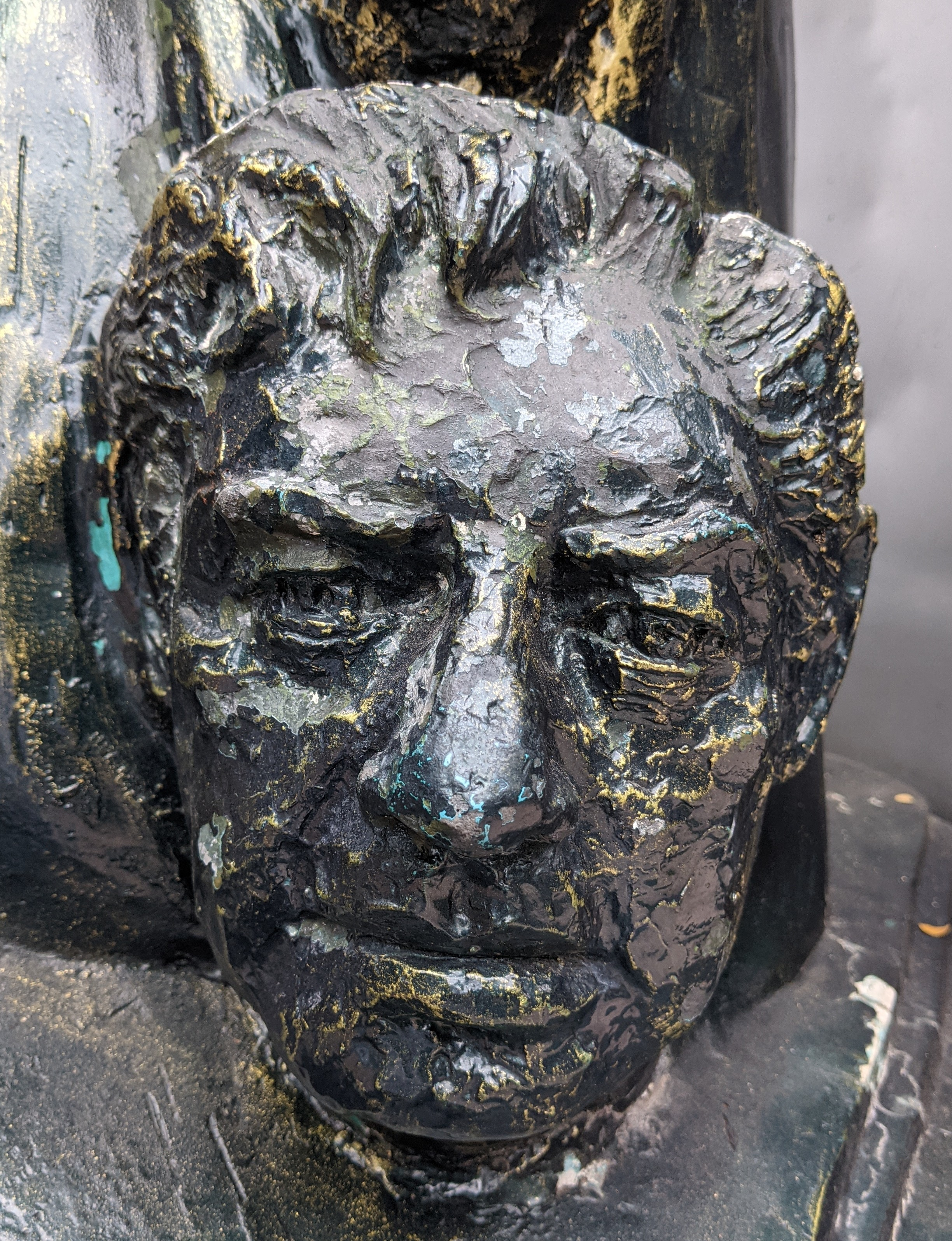
Monumento a Enrique Gil Gilbert en el Malecón del Salado de Guayaquil

Desde los primeros párrafos del cuento, Gil Gilbert dibuja un contraste entre las figuras del bien y el mal a través de Leopoldo y su hermanito. Mientras Leopoldo es identificado con la maldad y el diablo por el pueblo, su hermanito es relacionado con el bien a través de las canciones de cuna con referencias cristianas que le canta Leopoldo. En el momento de la muerte del niño, a pesar de ser aparentemente accidental, Leopoldo pasa a recrear la figura trágica de Caín al asesinar a Abel. El carácter simbólico de este hecho, sumado a la reivindicación de la muerte del hermano de Leopoldo como un acto malvado, es acentuado por el autor cuando describe el machete culpable de la tragedia, que se presenta «manchado a partes de sangre» y que el relato afirma que «parecía reírse».
El cuento utiliza este contexto para analizar la figura del mal y su origen en las comunidades. Y aunque a los ojos del pueblo es Leopoldo el que personifica esta característica, terminan siendo los propios habitantes de la comunidad quienes se muestran malvados y ejercen la violencia sobre Leopoldo, motivados por la superstición.
Estructuralmente, «El malo» posee una construcción más compleja y pone un énfasis mayor en la exploración psicológica del protagonista en relación con el resto de relatos de Los que se van. La narración del cuento inicia in medias res y está compuesta por frases cortas, muchas de ellas de una sola línea. A lo largo del texto se presentan un número creciente de voces anónimas que estigmatizan al protagonista y construyen el mito detrás de su supuesta maldición. El cuento posee además una marcada influencia de la oralidad montuvia, que se ve reflejada en la fonética de los diálogos y en las anomalías ortográficas. Un ejemplo del estilo se puede evidenciar en el siguiente fragmento:

Nuasido otro quer Leopordo, porque er ej er malo. ¡Y naiden más quer tiene que haber sido!

El cuento incluye referencias a leyendas de la superstición popular montuvia, como el cuco y la «lechuza», que supuestamente habría gritado cuando nació Leopoldo para anunciar su maldad. También hace uso de onomatopeyas y de reiteraciones de frases.